# Dendrothripoides innoxius
Dendrothripoides innoxius är en insektsart som först beskrevs av Heinrich Hugo Karny 1914.  Dendrothripoides innoxius ingår i släktet Dendrothripoides och familjen smaltripsar. Inga underarter finns listade i Catalogue of Life.